# Louis Hercule Timoléon de Cossé-Brissac, vévoda de Brissac
Louis Hercule Timoléon de Cossé-Brissac, vévoda de Brissac (francouzsky Louis-Hercule-Timoléon de Cossé-Brissac, 8. duc de Brissac, marquis de Cossé et Thouarcé, comte de Vithiers, seigneur de Pontchartrain) (14. února 1734 Paříž – 9. září 1792 Paříž) byl francouzský šlechtic, generál a dvořan. Od mládí zastával vysoké posty u dvora a v armádě, po otci v roce 1780 zdědil titul vévody. Od roku 1775 udržoval milostný poměr s Madame du Barry, bývalou milenkou Ludvíka XV. V době francouzské revoluce byl v hodnosti generálporučíka velitelem královské gardy (1791), jako stoupenec monarchie byl uvězněn a zavražděn během masakrů v září 1792.

## Životopis

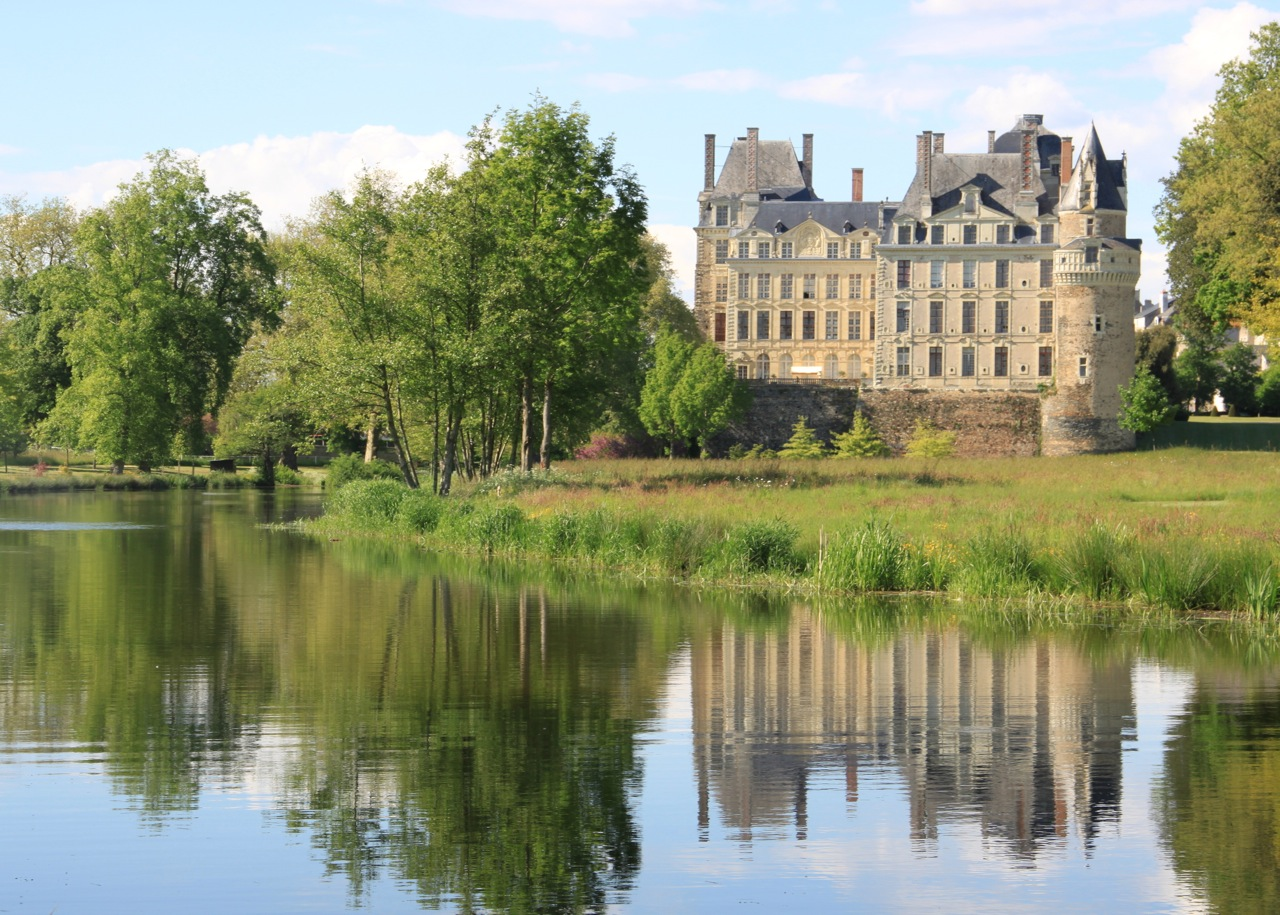
Zámek Brissac (Anjou), hlavní rodové sídlo od roku 1502

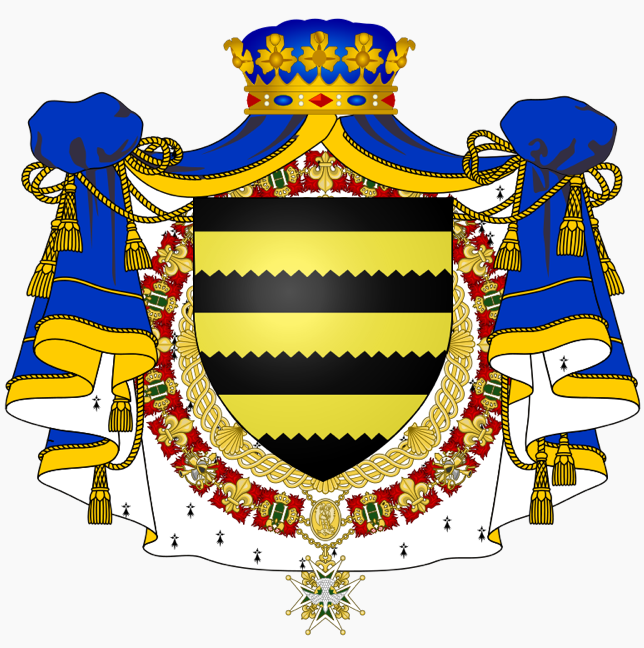
Erb rodu Cossé-Brissac

Pocházel ze starého šlechtického rodu Cossé-Brissac, narodil se jako mladší syn maršála Jeana Paula Timoléona de Cossé-Brissac, 7. vévody de Brissac (1698–1780) a jeho manželky Marie Josephe Duroy de Sauroy (1716–1756). Od mládí zastával čestné důstojnické posty v armádě, na rozdíl od otce ale nikdy nebojoval ve válce. Jako mladší otcův dědic užíval titul markýz de Cossé, ve dvaceti letech se stal kapitánem dragounů (1754), později se stal velitelem četnictva v Akvitánii a v roce 1759 byl jmenován plukovníkem jezdectva. Po nástupu Ludvíka XVI. byl povýšen do hodnosti kapitána švýcarské gardy (1775) a následně obdržel hodnost generálmajora (maréchal de camp, 1776). 
Po otci zdědil v roce 1780 titul vévody de Brissac s právem francouzského paira, zároveň převzal funkci vojenského guvernéra Paříže a také dvorský úřad nejvyššího stolníka Francouzského království (Grand panetier de Francie). Hlavním rodovým sídlem byl zámek Brissac, který je majetkem rodiny od roku 1502.

### Milenec Madame du Barry a francouzská revoluce
Po úmrtí Ludvíka XV. se stal milencem Madame du Barry, s níž se seznámil již několik let předtím ve Versailles. Střídal s ní pobyty na jejím zámku v Louveciennes a svém rodovém sídle v Brissacu. Za francouzské revoluce byl neochvějným stoupencem krále Ludvíka XVI. a jeho dynastických práv. V roce 1791 byl zbaven funkce pařížského guvernéra, ale v hodnosti generálporučíka (Lieutenant-Général des Armées du Roi) se stal velitelem královské gardy. Na nátlak veřejného mínění byl nakonec odvolán a uvězněn v Orléansu. Při převozu vězňů před soud do Paříže byl spolu s dalšími prominenty starého režimu zavražděn během zářijových masakrů. Tělo bylo zohaveno a uříznutou hlavu hodili vzbouřenci do okna zámku Louveciennes k nohám Madame du Barry, která se z toho pochopitelně složila. Madame du Barry poté odjela do Londýna k Brissacově dceři vévodkyni de Mortemart. Kvůli svým majetkovým zájmům se později vrátila do Francie a v roce 1793 byla popravena.

## Rodina

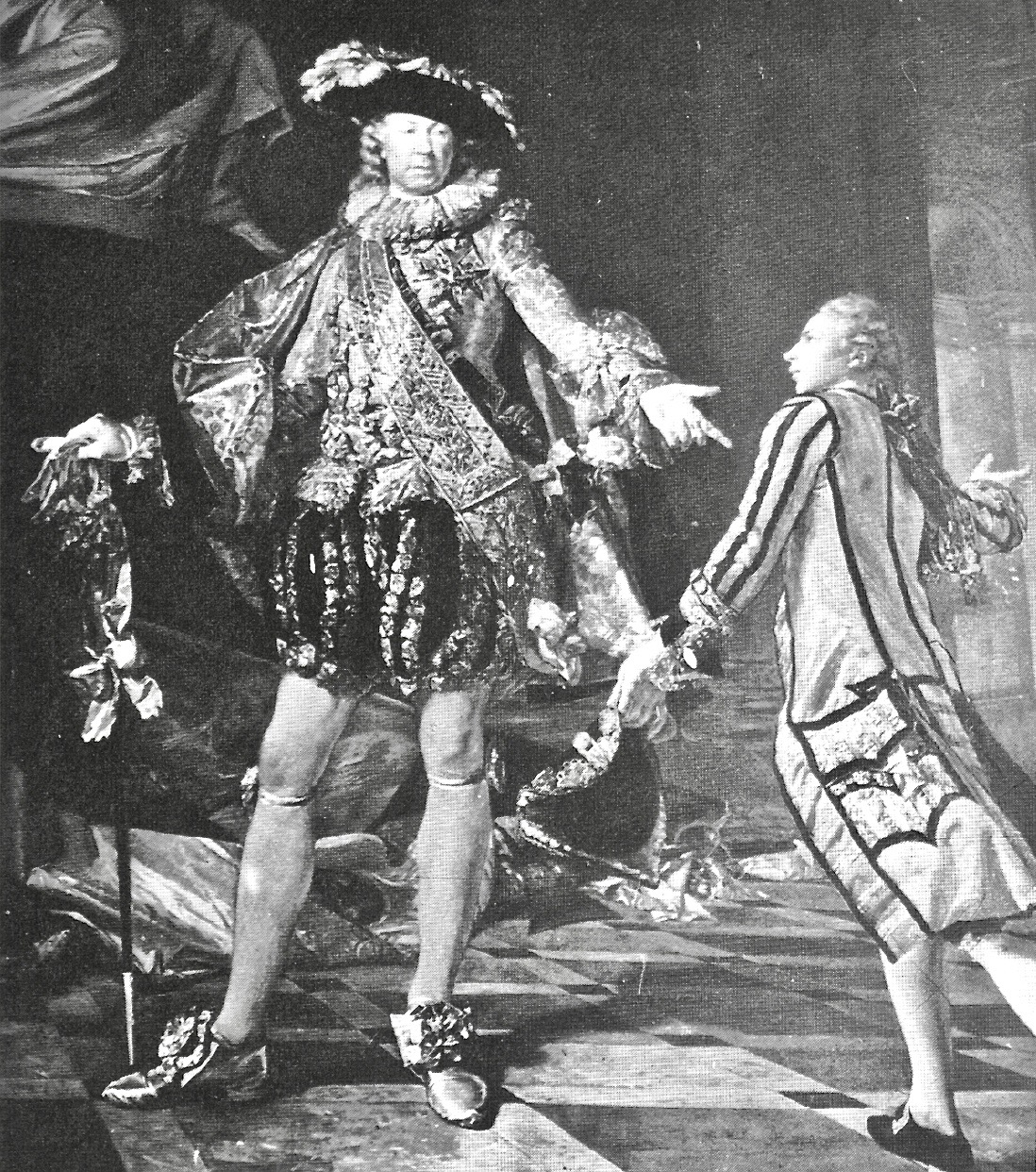
Vévoda de Brissac jako vojenský guvernér Paříže

V roce 1760 se v Paříži oženil s Adélaide Dianou Mancini-Mazarini (1742–1808), dcerou diplomata a spisovatele Louise Mancini-Mazariniho, vévody de Nevers (1716–1798). Adélaide Diana byla v letech 1771–1775 první dvorní dámou a palácovou dámou Marie Antoinetty. Po navázání Brissacova poměru s Madame du Barry žili manželé odloučeně. Z manželství se narodily dvě děti, syn Jules Gabriel de Cossé-Brissac (1771–1775) zemřel v dětství. Dcera Adélaide Pauline (1765–1818) byla manželkou Victurniena de Rochechouchart, vévody z Mortemartu (1752–1781).
Po uvěznění v době revoluce sepsal vévoda Brissac v srpnu 1792 svou závěť. Univerzální dědičkou rodového majetku byla ustanovena dcera Adélaide, ovdovělá vévodkyně z Mortemartu, Madame du Barry měla podle vlastního výběru obdržet roční rentu ve výši 24 000 livrů nebo jednorázovou částku 300 000 livrů. Rodový majetek byl však po Brissacově smrti zestátněn ve prospěch Francouzské republiky a zámek Brissac vyplundrován. Navzdory revolučním událostem se ve sbírkách zámku dochoval umělecky hodnotný portrét vévody Brissaca v ceremoniální uniformě důstojníka švýcarské gardy (autor Louis Rolland Trinquesse). Později se zámek vrátil do majetku rodiny. Nástupcem titulu vévody byl vzdálený příbuzný Timoléon de Cossé-Brissac (1775–1848), který v době Francouzského císařství zastával nižší úřady ve státní správě a po restaurace Bourbonů mu byla obnovena hodnost francouzského paira.
Vévoda Brissac měl dva bratry, starší Louis Timoléon, hrabě de Brissac (1733–1759), byl plukovníkem jezdectva v královské armádě a zemřel bez potomstva, mladší Pierre Emmanuel, markýz de Thouarcé (1741–1756) zemřel ještě v dětství. Jejich sestřenice Catherine de Cossé-Brissac (1724–1794) byla manželkou maršála vévody Louise de Noailles (1713–1793) a za revoluce byla popravena.